# John Richard Ironside Wood
John Richard Ironside Wood ( n. 1944 ) es un botánico inglés, que desarrolla su actividad científica en el Royal Botanic Gardens, Kew.

## Algunas publicaciones

### Libros
- 2005. La guía"Darwin" de las Flores de Los Valles Bolivianos. Con Margoth Atahuachi Burgos. Editor Darwin Initiative, 199 pp.

- 1997.  A Handbook of the Yemen Flora. Ed. Royal Botanic Gardens, Kew. 450 pp. ISBN 1-900347-31-8

- La abreviatura «J.R.I.Wood» se emplea para indicar a John Richard Ironside Wood como autoridad en la descripción y clasificación científica de los vegetales.[2]